# Cacosternum striatum
Espèce
Statut de conservation UICN

 LC  : Préoccupation mineure
Cacosternum striatum est une espèce d'amphibiens de la famille des Pyxicephalidae.

## Répartition
Cette espèce se rencontre jusqu'à au moins 1 800 m d'altitude, :
- en Afrique du Sud, dans les provinces de KwaZulu-Natal et de Cap-Oriental ;
- au Lesotho.

## Description
L'holotype de Cacosternum striatum, un mâle adulte, mesure 14,5 mm et le paratype femelle  14 mm. Cette espèce a la face dorsale orangée avec une rayure bien marquée de couleur brun sombre à noirâtre de chaque côté du dos. Sa face ventrale est blanc jaunâtre avec le menton et la gorge teintés de brunâtre et le ventre de brun grisâtre.

## Étymologie
Son nom d'espèce, du latin striātua, « strié, cannelé », lui a été donné en référence à sa livrée.

## Publication originale
- FitzSimons, 1947 : Descriptions of new species and subspecies of reptiles and amphibians from Natal, together with notes on some other little known species. Annals of the Natal Museum, vol. 11, no 1, p. 111–137 (texte intégral).